# Caroline de Maigret
Pour les articles homonymes, voir Maigret (homonymie).
Caroline de Maigret est née le 18 février 1975 à Neuilly-sur-Seine. Mannequin français à carrière internationale et productrice de musique, membre des familles de Maigret et Poniatowski.

## Biographie

### Famille
Petite-fille de l'ancien ministre Michel Poniatowski, Caroline de Maigret est la fille de Bertrand de Maigret (ancien vice-président du Conseil de Paris puis député de la Sarthe) et de la championne de natation Isabelle Poniatowski. Elle est élevée à Paris avec ses trois frères et sœur. En 1993, elle passe son baccalauréat série économique et sociale et s'inscrit à la Sorbonne en Lettres modernes. La même année, elle est repérée par une agence de mannequin. Elle est représentée par l'agence SAFE Management.
En 2004, lors d'un concert, elle rencontre le musicien Yarol Poupaud avec qui elle partage sa vie jusqu‘en 2021. Ils ont un fils.
En 2006, parallèlement au mannequinat, elle crée son label de musique, Bonus Tracks Records, avec Yarol Poupaud[source secondaire souhaitée].

### Carrière

#### En tant que mannequin
Elle débute avec Mario Testino dans le magazine Glamour, puis participe aux défilés pour Chanel, Dior, Louis Vuitton, Balenciaga, Marc Jacobs, Hermès, Jil Sander, Lanvin, Valentino ou encore Ann Demeulemeester, Dries Van Noten, A.F. Vandevorst, Alexander McQueen, Hussein Chalayan.
Elle est photographiée pour les magazines français et internationaux (Vogue Brésil, Vogue Italia, Vogue UK, Numéro, i-D, Elle, Jalouse, Mixte) par (Steven Meisel, Peter Lindbergh, Jean-Baptiste Mondino, Bettina Rheims, Patrick Demarchelier, Karl Lagerfeld, Juergen Teller, Terry Richardson, Inez van Lamsweerde et Vinoodh Matadin, Arthur Elgort, Rankin.
Elle est l'égérie publicitaire de plusieurs marques de cosmétiques (Garnier, Oil of Olay, Pantene, Évian Affinity).
En 2013, elle est l’égerie de la campagne Prada Fall/Winter, photographiée par Steven Meisel.
De 2014 à 2016, elle est égerie de Lancôme.
Elle est égerie de la campagne Louis Vuitton Spring 2014, aux côtés de Catherine Deneuve, Sofia Coppola et Giselle Bündchen, photographiée par Steven Meisel.
Sous contrat avec Chanel, elle est décrite par Karl Lagerfeld comme « une héritière de Saint-Germain-des-Prés, un côté à la fois parisien et intellectuel sans être mondaine », une Parisienne.
Elle apparaît, en novembre 2019, dans le clip[pertinence contestée] Ma Sœur de Clara Luciani.
Caroline est ambassadrice et porte-parole de la maison Chanel depuis 2016.

#### En tant que productrice de musique
En 2006, Caroline crée Bonus Tracks Records, label de musique principalement rock avec le musicien Yarol Poupaud.
Productions :
- 2006 : The Hellboys, Mutant Love
- 2006 : Paris Calling---(Second Sex, The Parisians, Plastiscines, Brooklyn, Les Shades, The Hellboys, The Rolls)
- 2006 : Adanowsky, Étoile éternelle (Réalisation pour Dreyfus Motors)
- 2006 : Adrienne Pauly, Adrienne Pauly (Réalisation pour Warner Music)
- 2008 : The Mantis, “Where Are You My Generation?” E.P.
- 2008 : The Parisians, Alesia E.P.
- 2008 : Yarol, 2003 Sessions
- 2008 : Mister Soap and the Smiling Tomatoes, Hawaï EP
- 2009 : Bad Mama Dog, Love Gone Bad
- 2009 : Heartbreak Hotel, Snake Eyes
- 2009 : Les Brainbox, Siberia EP
- 2010 : The Parisians, Shaking The Ashes Of Our Enemies
- 2011 : The Hub, A Sleepless Night
- 2011 : The Parisians, Difficult Times
- 2012 : Black Minou "Black Minou", EP
- 2019 : Yarol, “Yarol”, Album
- 2021 : Victor Mechanick “Singer”, Album
- 2021 : Yarol, “Hot Like Dynamite”, Album

Productions de B.O. :
- 2008 : Doom Doom, de Laurent Abitbol et Nicolas Mongin, Canal+
- 2009 : La Musique de Papa, Patrick Grandperret, France 2
- 2010 : Bus Palladium de Christopher Thompson, nommé aux Césars pour meilleure musique de film.

#### En tant que réalisatrice
- 2019 : Chanel Cruise 2019/20 Collection co-réalisé avec  Bertrand Le Pluard.
- 2021 : Chanel Warm Up avec Jennie Kim, G-Dragon, Nana Komatsu, Elisabeth Qualley, Angèle, Andra Day, Victoria Song, Soo-Joo Park.
- 2022 : Chanel Spring-Summer 2022 Pré-collection campaign avec Izia.